# Великий футбол
«Великий футбол» — інформаційно-аналітична телепрограма про футбол. Програма висвітлювала футбольні новини в Україні та частково за її межами. Ведучий — Олександр Денисов. З 25 жовтня 2020 року по 12 грудня 2021 року програма одночасно виходила в прямому ефірі на власному Youtube-каналі та телеканалу «Футбол 1».

## Історія

### Проєкт «Великий футбол» на Євро-2012
З 8 червня по 1 липня 2012 року, в дні, коли були матчі чемпіонату Європи з футболу в Україні та Польщі, на телеканалі «Україна» та «Футбол» транслювався спеціальний проєкт «Великий футбол», який вів Олександр Денисов разом з дочкою головного тренера збірної України Олега Блохіна Іриною.

### Перший сезон
Після завершення Євро-2012 ця програма, яка користувалась успіхом під час чемпіонату, замінила «Футбольний вік-енд» на каналі «Україна». В першому ефірі, що відбувся 2 вересня відразу по завершенні матчу «Шахтар» — «Динамо». Допомагати ведучим почали постійні експерти шоу: спортивний коментатор Юрій Розанов і тренер Ігор Гамула. В першій передачі також взяв участь телеведучий Максим Неліпа, який займався інтерактивним спілкуванням з глядачами в соціальних мережах та на офіційному сайті каналу «Україна», але вже після першого ефіру він покинув передачу. Крім нього були запрошені гості Марко Матерацці, Віктор Грачов та Олег Саленко, а також на програму завітав Президент ФФУ Анатолій Коньков Незабаром Блохіна покинула проєкт і Денисов став її постійним єдиним ведучим.

### Другий сезон
Другий сезон розпочався 4 серпня 2013 року і став транслюватись вже на телеканалі «Футбол».Співведучими Денисова стали російський експерт Юрій Розанов і екс-футболіст Віктор Леоненко, якого незадовго до того вигнали з передачі «ПроФутбол». У 2014 році, після зимового футбольного міжсезоння, Юрій Розанов не повернувся в ефір. Пізніше стало відомо, що Розанов розірвав співпрацю через політичну ситуацію в Україні. Його місце в програмі зайняв український коментатор і ведучий Віктор Вацко.

### Проєкт «Великий футбол» на ЧС-2014
У дні матчів чемпіонату світу 2014 року в ефірі каналів «Україна» (з 13 червня) та «Футбол 1» (з 12 червня) виходила програма «Великий футбол. Бразилія 2014» з Олександром Денисовим, присвячена головній футбольній події року. Під час кожного ігрового дня турніру в прямому ефірі відбувались підбивання підсумків зіграних матчів, експертний розбір поєдинків, детальний аналіз ключових ігрових моментів, а також ексклюзивні прямі включення з Бразилії. Постійними експертами програми були — Віктор Вацко та Віктор Леоненко, а також спеціально запрошений гість — Євген Левченко, який вже був учасником програми «Великий футбол» в період Євро-2012. Також у програмі «Великий футбол. Бразилія 2014» змогли взяти участь і українські вболівальниці — у спеціальній рубриці «Міс Бум-Бум» телеглядачі вибирали найкрасивішу любительку футболу, яку Євген Левченко запросив на романтичне побачення.

### Третій сезон
10 серпня 2014 розпочався третій сезон «Великого футболу», де до Вацка та Леоненка додався третій експерт — Олександр Севідов, який напередодні покинув тренерський пост львівських «Карпат».

## Факти
Шоу «Великий футбол» з Олександром Денисовим і Іриною Блохіною стало найпопулярнішим проєктом, присвяченим чемпіонату UEFA EURO 2012™. Частка програми на 41% перевищила частку каналу «Україна» за перше півріччя, а максимальна частка проєкту склала 29,57%*. За весь період європейського чемпіонату «Великий футбол» подивилося 75% телеаудиторії України.
Програма «Великий футбол» з Олександром Денисовим визнавалася найкращою спортивною програмою України у 2015 і 2016 роках, отримавши 2 нагороди «Телетріумф».